# RAC Rallye 1985
RAC rallye 1985 byla dvanáctá soutěž mistrovství světa v rallye 1985. Zvítězil Henri Toivonen s novým vozem Lancia delta S4.

## První etapa
Zpočátku se vedení ujal Hannu Mikkola s vozem Audi Quattro S1. S novým vozem Lancia Delta S4 se představil tým Lancia. Markku Alen se s ním postupně probojoval do čela a Henri Toivonen byl i přes havárii druhý. Nejočekávanějším vozem pro místní diváky byla premiéra dvou britských vozů pro skupinu B, kterými byly malé automobily MG Metro 6R4, s nimiž startovali Tony Pond a Malcolm Wilson. Na lesních etapách se do čela vrátil Mikkola. Na druhou pozici překvapivě postoupil Kalle Grundell s vozem Peugeot 205 Turbo 16 E2. Za nimi jel Alen, Timo Salonen a Toivonen. Na šestém místě jel při premiéře vozu Pond. 

## Druhá etapa
Kvůli havárii ze soutěže odstoupil Walter Röhrl s Audi. Stále vedl Mikkola před Alenem a Salonenem. Za nimi se držel Grundell a Toivonen. Mikkolu ale ze soutěže vyřadily technické problémy stejně jako Salonena. Do vedení se tak dostal Alen a druhý byl Toivonen. Na čtvrté pozici jel Pond. Druhé Metro ale odstoupilo pro technické problémy. Na páté pozici jel Mikael Sundstrom s posledním Peugeotem. Na sedmé pozici jel nejlepší soukromý jezdec Per Eklund s Quattrem. Osmý byl Juha Kankkunen, který byl nejrychlejším vozem s pohonem jedné nápravy. Technické problémy zpomalily Toivonena a Pond se tak dostal na druhou pozici. Za nimi jeli Sundstrom, Eklund a Kankkunen.

## Třetí etapa
I přes jezdecké chyby si Alen držel vedoucí pozici. Druhý Pond musel odolávat útokům Toivonena. Další pozice stále patřily Sundstromovi, Eklundovi a Kankkunenovi. Další pozici držel Jimmy McRae s vozem Opel Manta 400, který odolával útokům vozů Mazda RX-7, které jely v pořadí Melen a Ingvar Carlsson. Alena postihl defekt a do čela se tak dostal Pond. Na druhé místo se posunul Toivonene, který náskok Ponda neustále zkracoval. Sundstorm jel čtvrtý a Eklund pátý. 

## Čtvrtá etapa
Do vedení se vrátil Alen a na druhé místo postoupil Toivonen. Pond se propadl na třetí pozici. Po havárii odstoupil Sundstrom. Díky tomu se dopředu posunuli Eklund a Kankkunen. Sedmý byl McRae. Alen ale vyletěl z trati a propadl se na třetí místo. Na prvním místě byl Toivonen a druhý Pond. Čtvrtou pozici držel Eklund.

## Pátá etapa
Alen se dostal na druhou pozici před Ponda. Čtvrtý byl Eklund a pátý Kankkunen. Šestý byl McRae a sedmý Keybe s vozem Nissan 240 RS. Osmou pozici držel Brooks s dalším Opelem Manta. Devátou a desátou pozici držely vozy Mazda v pořadí Millen a Carlsson. Ve skupině A vedl Wood s vozem Vauxhall Astra E. 

## Výsledky
1. Henri Toivonen, Piironen - Lancia Delta S4
2. Markku Alen, Kivimaki - Lancia Delta S4
3. Tony Pond, Arthur - MG Metro 6R4
4. Per Eklund, Berglund - Audi Quattro A2
5. Juha Kankkunen, Gallagher - Toyota Celica TCT
6. Jimmy McRae, Grindrod - Opel Manta 400
7. Kaby, Gormley - Nissan 240 RS
8. Brookes, Broad - Opel Manta 400
9. Millen, Rainbow - Mazda RX-7